# Global Firepower
Global Firepower (globalfirepower.com) — вебсайт, що містить рейтинг сукупної військової потужності кожної з країн світу. Рейтинг укладений американським блогером Деніелом Пучеком. Для розрахунку рейтингу кожної з країн Пучек використовує певну формулу, суть та подробиці якої не повідомляються. Рейтинг не затверджений і не перевірений ніким з експертів, вчених, військовиків чи владою жодної з країн світу, проте і не претендує на академічність.
Рейтинг неодноразово цитували такі видання як Business Insider, Forbes, Newsweek, «РИА Новости» та Kyiv Post, а також президент України Петро Порошенко.

## Опис
За даними розслідування Bellingcat, сайт Global Firepower входить в мережу сайтів MilitaryFactory.com, яка зареєстрована на американського блогера Деніела Пучека. Деніел Пучек відомий своїм сайтом весільного вбрання, а також іншими інформаційно-розважальними порталами.
Global Firepower не розкриває подробиць формули, яка застосовується для розрахунку рейтингів, однак стверджує, що враховує «понад 55 різноманітних факторів, які визначають рейтинг конкретної держави». Global Firepower стверджує, що формула розроблена таким чином, щоб «давати змогу невеликим, але більш технологічно розвинутим державам конкурувати з більш крупними, але менш розвиненими. Для подальшого уточнення рейтингу додаються модифікатори (в формі бонусів і штрафів)». Однією з особливостей формули є те, що кількість ядерної зброї держави не враховується у розрахунку, хоча її наявність і береться до уваги.
Сайт практично не надає інформацію щодо використаних джерел, методології, не зазначає редакторів та експертів, проте і не претендує на авторитетну академічну оцінку військової потужності країн.

| Інформація, опублікована на цьому вебсайті, є вірною і повною, наскільки нам відомо. Вся інформація надається без будь-яких гарантій, загалом чи частково, власником(-ами) вебсайту, які також відмовляються від будь-якої відповідальності і наслідків, що пов'язані із використанням цих даних, чи окремих їх аспектів. |
| — Відмова від відповідальності на сайті GlobalFirepower.com |

## Оцінки
Дакота Вуд, старший науковий співробітник оборонних програм Heritage Foundation і редактор «Індексу військової потужності США», говорить, що «дослідники можуть ставитися до Globalfirepower.com ще з меншою довірою, аніж до Вікіпедії».

| Їх матеріал не супроводжується посиланнями, також відсутнє пояснення алгоритмів, які б дозволяли діставати їх висновки. |
| — Дакота Вуд, старший науковий співробітник оборонних програм Heritage Foundation                                       |

Майкл Кофман, співробітник Інституту Кеннана, що спеціалізується на безпеці й обороні, сказав, що «ніхто не сприймає рейтинг Global Firepower всерйоз».

| У нього практично немає методології. Укладення подібного рейтингу взагалі неможливе. |
| — Майкл Кофман, співробітник Інституту Кеннана                                       |

Майкл Хоровітц, викладач політології в Університеті Пенсильванії і автор The Diffusion of Military Power: Causes and Consequences for International Politics, так оцінив вебсайт:

| Рейтинг Global Firepower послуговується непрозорою методикою визначення найбільш сильних армій, тому про його достовірність говорити важко. Мені це видається чиєюсь добросовісною спробою надати громадськості інформацію про армії світу і монетизувати її через рекламу. Однак, подальші висновки робити складно, не знаючи нічого про методологію рейтингу і людей чи організації, які стоять за ним. |
| — Майкл Хоровітц, викладач політології в Університеті Пенсильванії |

## Вплив
У 2017 році Euromaidanpress послався на рейтинг Global Firepower, зазначивши, що він укладається «під егідою британського Університету Сент-Ендрюса».
Business Insider публікував статті, засновані на рейтингу Global Firepower, щонайменше з 2013 року, збираючи кількамільйонні перегляди (2013 — 5 млн, 2014 — 2 млн, 2018 — 3 млн). Опубліковані у 2018 році статті були про найсильніші армії світу і Європи.